# Dil Kya Kare

Dil Kya Kare (litt. « Que fait le cœur ? ») est un film indien de Bollywood réalisé par Prakash Jha en 1999 avec Kajol et Ajay Devgan.

## Synopsis
Anand Kishore (Ajay Devgan) est un brillant architecte qui coule des jours heureux à Delhi avec son épouse, Kavita (Mahima Chaudhry), et leur fille adoptive âgée de 5 ans, Neha (Akshita Indalie Garud-Jaïnos). Mais leurs vies sont plongées dans la tourmente lorsque Kavita découvre que Neha est traquée par une femme nommée Nandita Rai (Kajol). Lorsqu'elle surprend Nandita, elle apprend que celle-ci est la mère biologique de Neha. L'identité du père biologique de Neha sera également révélée ; il n'est autre qu'Anand Kishore...

## Fiche technique
- Titre : Dil Kya Kare
- Langue : Hindi
- Réalisateur : Prakash Jha
- Scénario : Vivek Apte
- Producteur : Veena Devgan
- Pays : Inde
- Année : 24 septembre 1999
- Durée : 159 min
- Musique : Jatin Lalit et Naresh Sharma
- Chanteurs : Kavita Krishnamurti, Udit Narayan, Kumar Sanu et Alka Yagnik.

## Distribution
- Ajay Devgan : Anand Kishore
- Mahima Chaudhry : Kavita Kishore
- Kajol : Nandita Rai
- Farida Jalaln : Tante de Nandita
- Chandrachur Singh : Som Dutt
- Akshita Indalie Garud-Jaïnos : Neha Kishore

## Musique
La bande originale du fil comporte 8 chansons. La musique a été composée par Jatin-Lalit et les paroles ont été écrites par Anand Bakshi.
| Titre                      | Interprète(s)                                    |
| -------------------------- | ------------------------------------------------ |
| Badal Bijli                | Abhijeet                                         |
| Dil Kya Kare               | Alka Yagnik et Udit Narayan                      |
| Dil Kya Kare (Sad version) | Alka Yagnik et Kumar Sanu                        |
| Do Dilon Ki Kahani         | Anuradha Paudwal et Udit Narayan                 |
| Mainu Lagan Lagi           | Jaspinder Narula et Sukhwinder Singh             |
| Monday Bhi Ho Sunday       | Abhijeet, Kavita Krishnamurti et chœur d'enfants |
| Pyar Ke Liye               | alka Yagnik                                      |
| Rang Laga Lo               | Abhijeet et Alka Yagnik                          |

## Récompenses
Un Star Screen Awards pour la meilleure musique (Best Background Music) à Naresh Sharma (2000) 